# Szczytniki (gemeente)
De gemeente Szczytniki is een landgemeente in het Poolse woiwodschap Groot-Polen, in powiat Kaliski.
De zetel van de gemeente is in Szczytniki.
Op 30 juni 2004 telde de gemeente 8131 inwoners.

## Oppervlakte gegevens
In 2002 bedroeg de totale oppervlakte van gemeente Szczytniki 110,66 km², waarvan:
- agrarisch gebied: 89%
- bossen: 4%

De gemeente beslaat 9,54% van de totale oppervlakte van de powiat.

## Demografie
Stand op 30 juni 2004:
| Omschrijving                   | Totaal | Totaal | Vrouwen | Vrouwen | Mannen | Mannen |
| ------------------------------ | ------ | ------ | ------- | ------- | ------ | ------ |
| eenheid                        | aantal | %      | aantal  | %       | aantal | %      |
| inwoners                       | 8131   | 100    | 4128    | 50,8    | 4003   | 49,2   |
| bevolkingsdichtheid (inw./km²) | 73,5   | 73,5   | 37,3    | 37,3    | 36,2   | 36,2   |

In 2002 bedroeg het gemiddelde inkomen per inwoner 1281,53 zł.

## Plaatsen
Antonin, Borek, Bronibór, Chojno, Cieszyków, Daniel, Główczyn, Gorzuchy, Górki, Grab, Guzdek, Helenów, Iwanowice, Joanka, Kobylarka, Kornelin, Korzekwin, Kościany, Krowica Pusta, Krowica Zawodnia, Krzywda, Kuczewola, Lipka, Mała Gmina, Marchwacz, Marchwacz-Kolonia, Marchwacz-Leśniczówka, Marcjanów, Mroczki Wielkie, Murowaniec, Niemiecka Wieś, Pamiątków, Pieńki, Popów, Poręby, Pośrednik, Radliczyce, Rudunki Szczytnickie, Sobiesęki Drugie, Sobiesęki Pierwsze, Sobiesęki Trzecie, Staw, Strużka, Szczytniki, Szczytniki-Kolonia, Tekliny, Trzęsów, Tymieniec, Tymieniec-Dwór, Tymieniec-Jastrząb, Tymieniec-Kąty, Tymieniec-Niwka, Wesółka, Włodzimierz.

## Aangrenzende gemeenten
Błaszki, Brzeziny, Godziesze Wielkie, Goszczanów, Koźminek, Opatówek